# Pulmonària
Pulmonària (Pulmonaria) és un gènere de plantes amb flors dins la família Boraginaceae.
És originària d'Europa i oest d'Àsia, amb una sola espècie (Pulmonaria mollissima) de l'Àsia central.
Aproximadament hi ha entre 10 i 18 espècies dins aquest gènere. La indeterminació és alta perquè és un gènere amb una taxonomia difícil.
Les plantes del gènere Pulmonària són herbàcies perennes que formen grups de rosetes basals. Estan cobertes de pilositat. Les flors, que estan dalt d'una tija simple, formen una inflorescència en cima escorpioide (en forma d'escorpí) i el fruit és una núcula.